# Hexabranchus morsomus
Hexabranchus morsomus är en snäckart som beskrevs av Ernst Marcus 1962. Hexabranchus morsomus ingår i släktet Hexabranchus och familjen Hexabranchidae. Inga underarter finns listade i Catalogue of Life.